# Hudspeth County
Das Hudspeth County ist ein County im Bundesstaat Texas der Vereinigten Staaten. Das U.S. Census Bureau hat bei der Volkszählung 2020 eine Einwohnerzahl von 3.202 ermittelt. Der Sitz der County-Verwaltung (County Seat) befindet sich in Sierra Blanca.

## Geographie
Das County liegt im Westen von Texas und grenzt im Norden an New Mexico und im Süden an Mexiko. Es hat eine Fläche von 11.841 Quadratkilometern, wovon 2 Quadratkilometer Wasserfläche sind. Es grenzt im Uhrzeigersinn an folgende Countys: Otaro County in New Mexico, Culberson County, Jeff Davis County und El Paso County.

## Geschichte
Hudspeth County wurde am 16. Februar 1917 aus Teilen des El Paso County gebildet. Benannt wurde es nach Claude Benton Hudspeth, einem langjährigen Abgeordneten in beiden Kammern der State Legislature und im Repräsentantenhaus, dem er von 1919 bis 1931 angehörte.

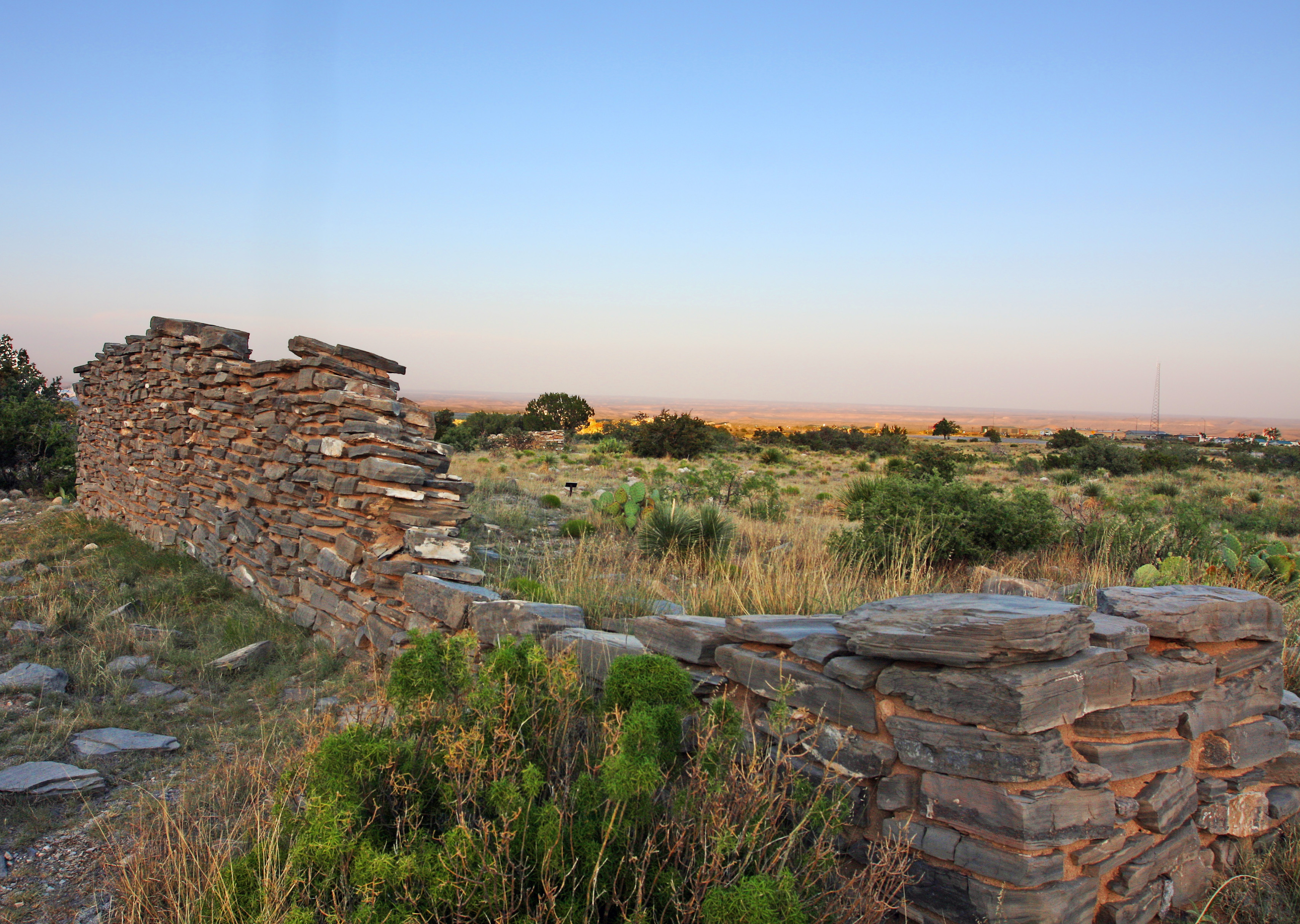
Überreste eines Geschäftsgebäudes am Butterfield Overland Mail Corridor (2012)

88 Bauwerke und Stätten im County sind im National Register of Historic Places („Nationales Verzeichnis historischer Orte“; NRHP) eingetragen (Stand 25. November 2021), darunter der Butterfield Overland Mail Corridor und viele archäologische Fundstätten.

## Demografische Daten

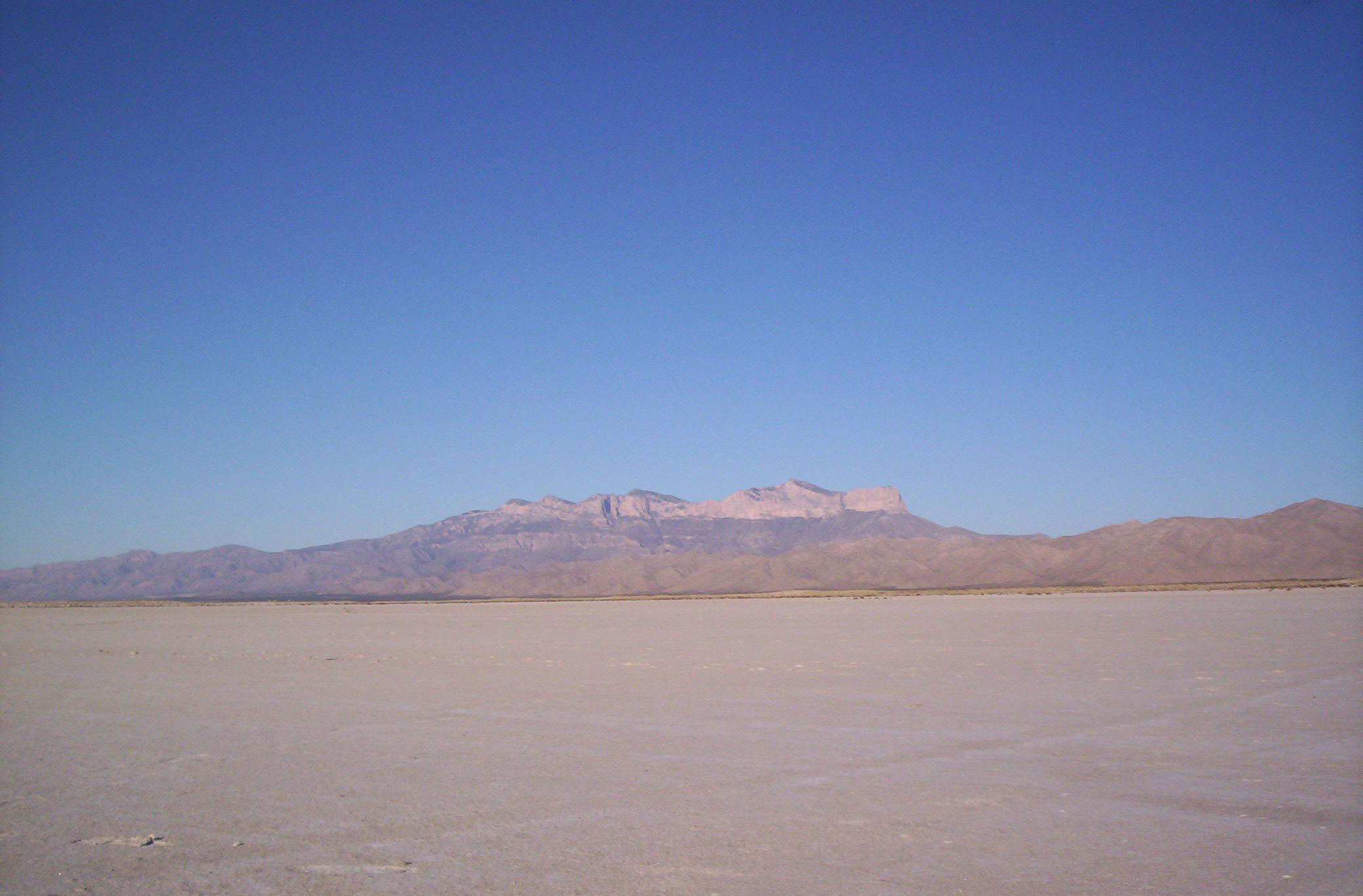
Salztonebene bei Salt Flat, im Hintergrund die Guadalupe Mountains

Nach der Volkszählung im Jahr 2000 lebten im Hudspeth County 3.344 Menschen in 1.092 Haushalten und 841 Familien. Die Bevölkerungsdichte betrug 0.3 Einwohner pro Quadratkilometer. Ethnisch betrachtet setzte sich die Bevölkerung zusammen aus 87,23 Prozent Weißen, 0,33 Prozent Afroamerikanern, 1,41 Prozent amerikanischen Ureinwohnern, 0,18 Prozent Asiaten und 8,76 Prozent aus anderen ethnischen Gruppen; 2,09 Prozent stammten von zwei oder mehr Ethnien ab. 75,03 Prozent der Einwohner waren spanischer oder lateinamerikanischer Abstammung.
Von den 1.092 Haushalten hatten 45,3 Prozent Kinder oder Jugendliche, die mit ihnen zusammen lebten. 63,0 Prozent waren verheiratete, zusammenlebende Paare 11,4 Prozent waren allein erziehende Mütter und 22,9 Prozent waren keine Familien. 21,1 Prozent waren Singlehaushalte und in 8,3 Prozent lebten Menschen im Alter von 65 Jahren oder darüber. Die durchschnittliche Haushaltsgröße betrug 3,30 und die durchschnittliche Familiengröße betrug 3,56 Personen.
34,1 Prozent der Bevölkerung war unter 18 Jahre alt, 8,9 Prozent zwischen 18 und 24, 26,7 Prozent zwischen 25 und 44, 20,4 Prozent zwischen 45 und 64 und 9,9 Prozent waren 65 Jahre alt oder älter. Das Medianalter betrug 30 Jahre. Auf 100 weibliche Personen kamen 102,9 männliche Personen und auf 100 Frauen im Alter von 18 Jahren oder darüber kamen 94,3 Männer.
Das jährliche Durchschnittseinkommen eines Haushalts betrug 21.045 USD, das Durchschnittseinkommen einer Familie betrug 22.314 USD. Männer hatten ein Durchschnittseinkommen von 22.862 USD, Frauen 18.594 USD. Das Prokopfeinkommen betrug 9.549 USD. 32,6 Prozent der Familien und 35,8 Prozent der Einwohner lebten unterhalb der Armutsgrenze.

## Orte im County
- Acala
- Arispe
- Cornudas
- Crusher
- Dell City
- Eagle Flat
- Esperanza
- Finlay
- Fort Hancock
- McNary
- Mile High
- Salt Flat
- Sierra Blanca